# Stazione di Oniferi
La stazione di Oniferi, già stazione di Onniferi, è una stazione ferroviaria al servizio del comune di Oniferi, posta lungo la ferrovia Macomer-Nuoro.

## Storia
Lo scalo nacque nell'ultima parte dell'Ottocento, periodo in cui il Nuorese fu interessato alla costruzione di una ferrovia a scartamento ridotto che avrebbe collegato Nuoro a Macomer.
Con l'apertura il 6 febbraio 1889 del tronco Orotelli-Nuoro della linea veniva attivata anche la stazione denominata all'epoca "Onniferi" ad opera della Strade Ferrate Secondarie della Sardegna, società realizzatrice di scalo e linea nonché prima concessionaria di entrambi. La realizzazione dell'impianto era legata anche alla più volte ventilata ipotesi di un tronco ferroviario di collegamento tra Sorgono (estremo della rete SFSS del sud Sardegna collegato su ferro con Cagliari) e la Macomer-Nuoro, che avrebbe avuto proprio nello scalo oniferese il punto di giunzione tra le due ferrovie; tuttavia la Sorgono-Oniferi non andò mai oltre la fase progettuale.

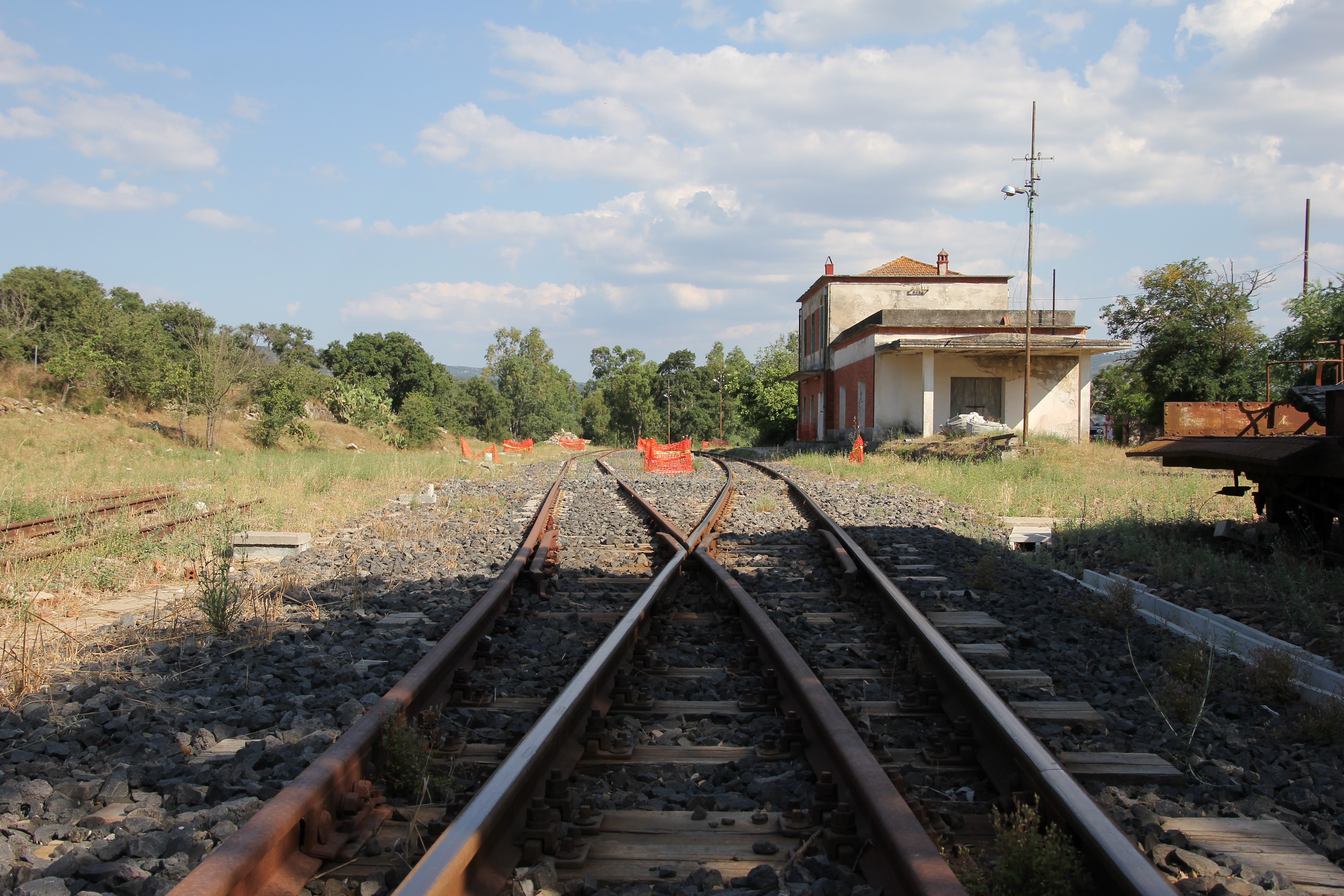
I due binari rimasti in uso nello scalo dopo i lavori del 2010-2012

Passata nel 1921 alla gestione delle Ferrovie Complementari della Sardegna e da queste alle Ferrovie della Sardegna nel 1989, la stazione ora nota col nome di "Oniferi" venne chiusa insieme alla linea per quasi due anni nel 2010 per lavori di ammodernamento, che nel caso dell'impianto portarono anche alla rimozione di alcuni dei binari presenti in origine. Sempre dal 2010 lo scalo è gestito dall'ARST.

## Strutture e impianti
Posta a circa sei km a nord dell'abitato omonimo, la stazione di Oniferi si presenta con caratteristiche di scalo passante, con una dotazione complessiva di due binari a scartamento da 950 mm, di cui il primo di corsa ed il secondo di incrocio, entrambi dotati di banchine ed impiegati per la ricezione dei treni del servizio viaggiatori.

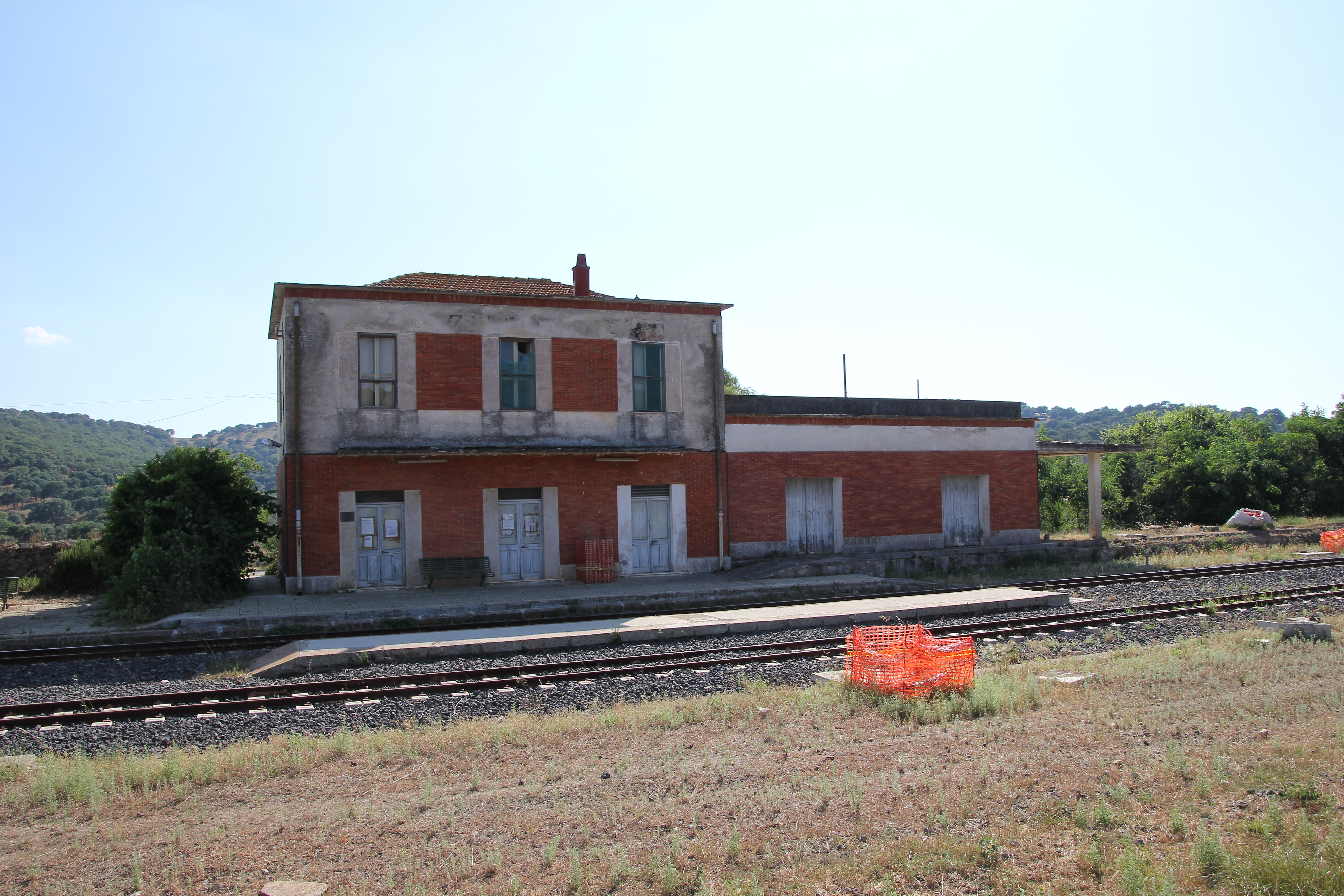
Il fabbricato viaggiatori con annesso l'ex magazzino merci (sulla destra)

Sino ai lavori del 2010 lo scalo era dotato di un numero doppio di binari: infatti in passato dal binario uno aveva origine anche un tronchino (poi rimosso per la realizzazione di una nuova banchina nei primi anni dieci) che terminava dinanzi al dismesso scalo merci della stazione, composto anche da un piano caricatore e da un magazzino merci. Un secondo tronchino aveva invece origine dal binario due in direzione Macomer. 
Adiacente al magazzino merci è situato il fabbricato viaggiatori della stazione, una costruzione a due piani a pianta rettangolare e tre luci sul lato binari.

## Movimento
La stazione è servita dai treni dell'ARST operativi lungo la Macomer-Nuoro: i due capolinea sono anche i centri maggiori raggiungibili dalle relazioni interessanti lo scalo. Le relazioni vengono espletate nei giorni feriali, mentre nelle domeniche e nei festivi non vengono effettuati treni, in luogo dei quali vengono svolte alcune autocorse sostitutive.

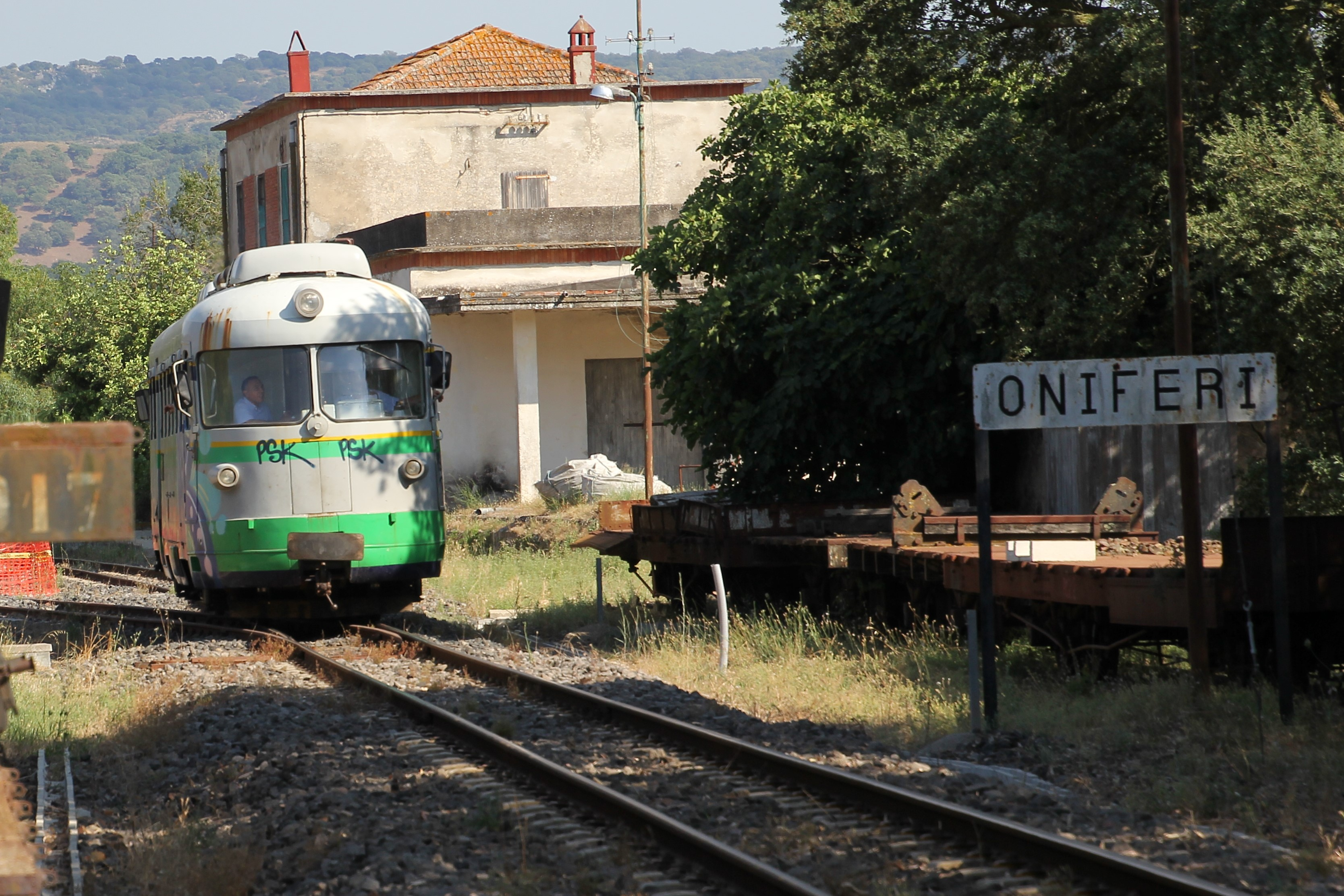
Automotrice ADe dell'ARST in transito nello scalo

## Interscambi
A pochi metri dalla stazione, all'altezza del bivio di accesso alla stessa è situata una fermata per le autolinee dell'ARST, che permettono il collegamento con alcuni centri circostanti.
- Fermata autobus